# Ptolemaios VI Philometor

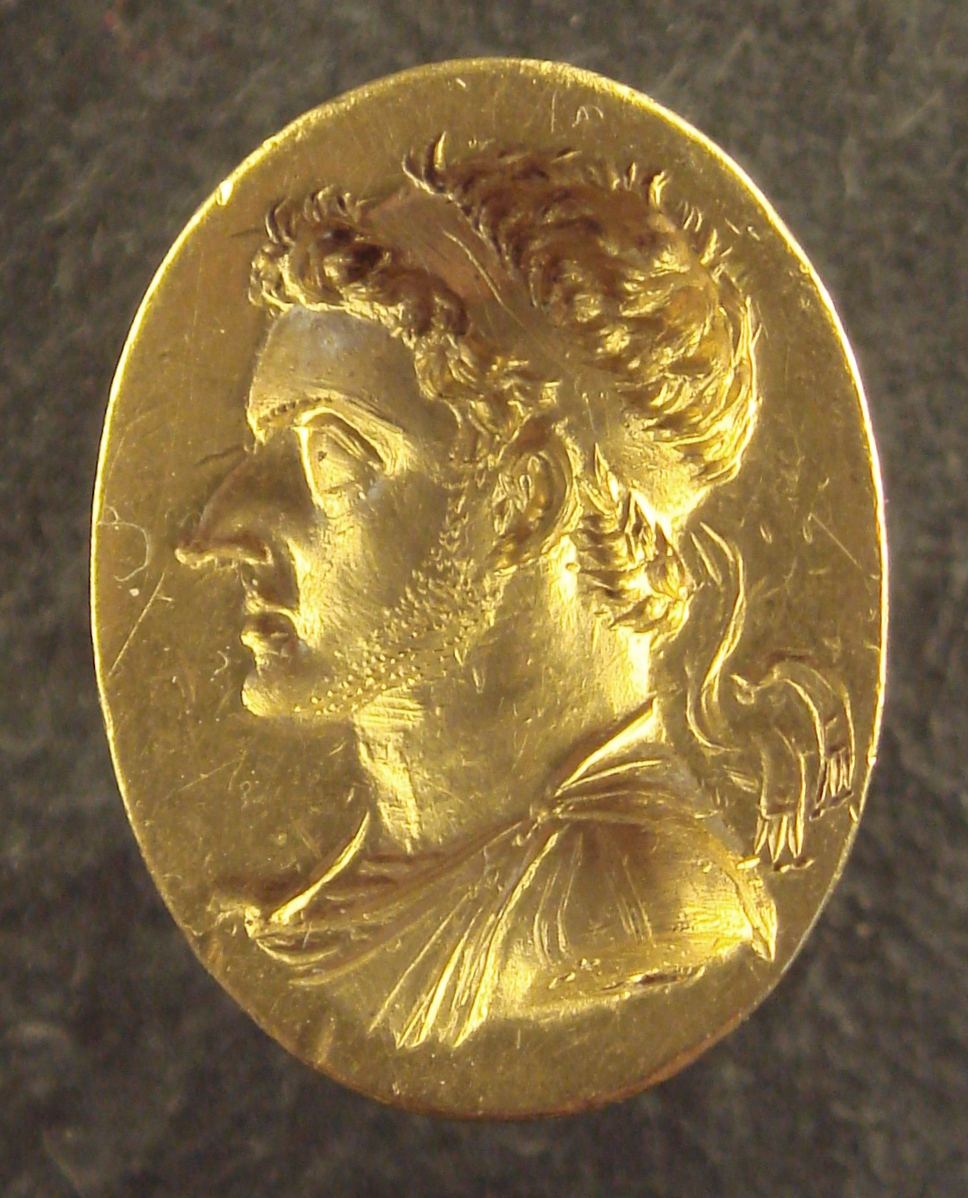
Nhẫn của Ptolemaios VI Philometor theo kiểu vua Hy Lạp hóa

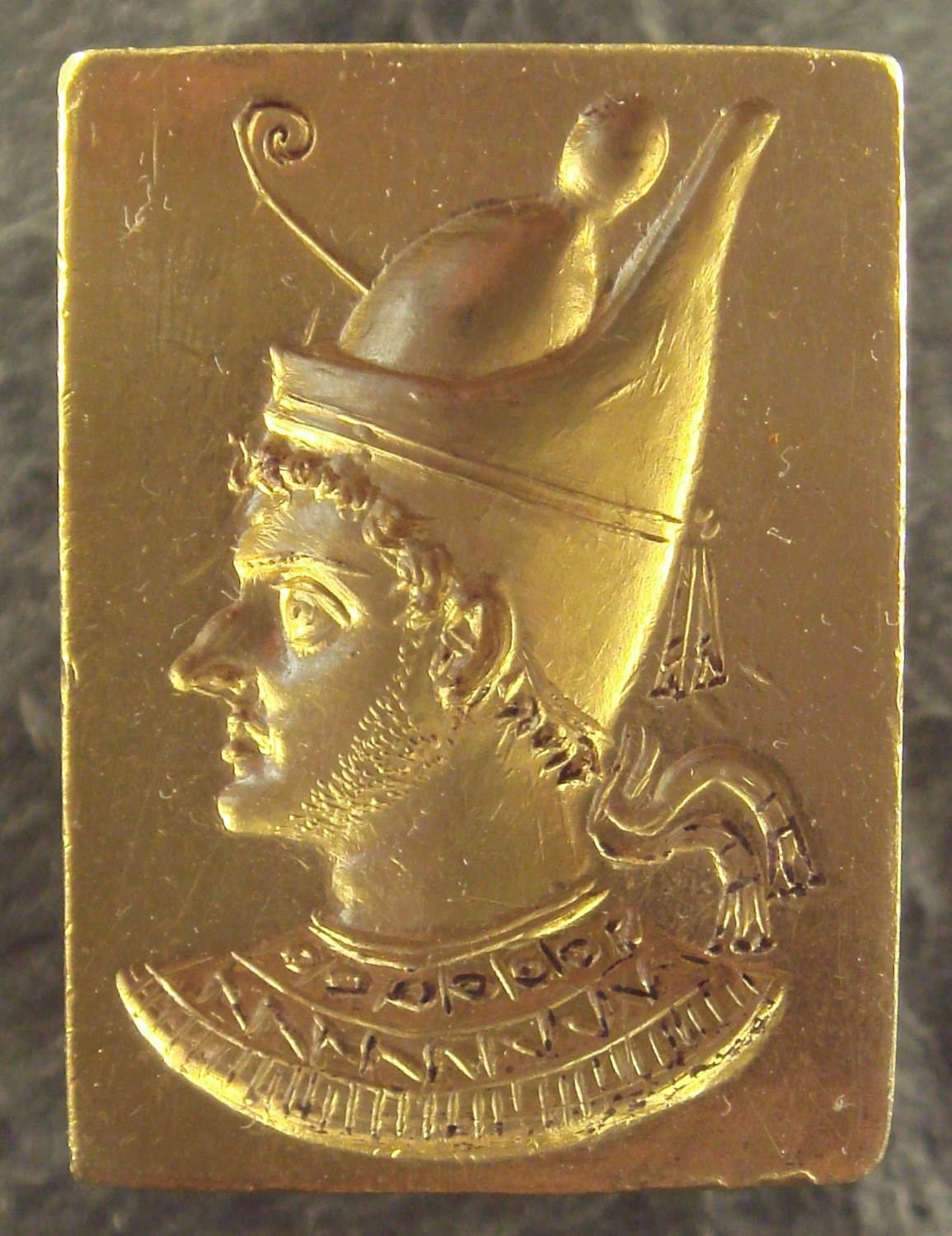
Nhẫn của Ptolemaios VI Philometor theo kiểu pharaoh Ai Cập (Louvre)

Ptolemaios VI Philometor (tiếng Hy Lạp: Πτολεμαῖος Φιλομήτωρ, Ptolemaĩos Philometor, khoảng 186 - 145 trước Công Nguyên) là vua nhà Ptolemaios của Ai Cập cổ đại, vào thời kỳ Hy Lạp hóa. Ông trị vì từ năm 180 cho đến năm 145 trước Công Nguyên. Người đương thời ca tụng ông là một ông vua hào phóng và sùng đạo. Ông đã ban lệnh cho xây dựng cổng đền thờ Ptah tại Karnak, cũng như tượng các vị thần tại cổng vào chính điện thờ Hathor tại Philae. Đồng thời, ông cũng xây dựng đền Kom Ombo.
Khi mới lên sáu tuổi, ấu chúa Ptolemaios kế vị ngôi báu vào năm 180 trước Công nguyên và cùng trị quốc với mẫu hậu Cleopatra I, cho đến khi bà qua đời năm 176 trước Công nguyên. Năm sau ông kết hôn với em gái của mình, bà lên làm Nữ hoàng Cleopatra II.
Vào năm 170 trước Công nguyên, vua nước Syria là Antiochos IV phát động cuộc chiến tranh Syria lần thứ sáu và hai lần xâm lược Ai Cập. Tại Ai Cập, ông ta xưng vương vào năm 168 trước Công nguyên, nhưng dưới sức ép của Viện Nguyên Lão La Mã, ông ta buộc phải thoái lui.
Trong các năm 169 - 164 trước Công nguyên, bộ ba các vua gồm Ptolemaios VI, Cleopatra I và vua em Ptolemaios VIII Physcon trị vì Ai Cập cổ. Vào năm 164 Trước Công nguyên, ông bị em trai lật đổ, ông bèn đến Cộng hòa La Mã để cầu viện - mà quan chấp chính Cato đã sẵn sàng. Ông đã phục hồi vương vị vào năm sau nhờ có sự can thiệp của thần dân chốn kinh kỳ Alexandria, nhưng phải đương đầu với nhiều khó khăn trong việc trị quốc, thường xuyên thẳng tay đàn áp tàn nhẫn các cuộc nổi loạn. Vào năm 152 trước Công nguyên, trong một khoảng thời gian ngắn ông cùng trị vì với vua con Ptolemaios Eupator, nhưng người ta cho rằng Ptolemaios Eupator qua đời cùng năm đó.
Vào năm 155 trước Công Nguyên, Triều đình nhà Seleukos của Syria toan chiếm đảo Síp. Tuy nhiên, Vương triều này bị Alexandros Balas soán ngôi với sự hỗ trợ của Triều đình Ai Cập, không những thế Hoàng gia Ptolemaios còn gả Công chúa Cleopatra Thea cho Alexandros Balas. Nhưng khi làm Nữ hoàng xứ Syria, Cleopatra Thea đã mời vua cha Ptolemaios VI đến thăm bà vì bà bị chồng ghẻ lạnh. Thế là ông gả Cleopatra Thea cho một người tranh chấp mới của ngai vàng Syria là Demetrios II Nikator. Người Syria tôn Ptolemaios VI làm vua, nhưng ông từ chối trong vinh dự. Sau đó, một trận đánh bùng nổ, Ptolemaios VI tiêu diệt được ông vua cướp ngôi Alexandros Balas, nhưng ông cũng bị thương năng và qua đời.

## Tư liệu
1. 1 2  Margaret Bunson, Encyclopedia of ancient Egypt, trang 317